# جون هندرسون
جون هندرسون (بالإنجليزية: John Henderson)‏ هو محامي وسياسي أمريكي، ولد في 28 فبراير 1797 في مقاطعة كمبرلاند في الولايات المتحدة، وتوفي في 15 سبتمبر 1857 في باس كريستيان في الولايات المتحدة. حزبياً، نشط في حزب اليمين. وقد انتخب عضو مجلس ولاية مسيسيبي وانتخب عضو مجلس الشيوخ الأمريكي.